# Кардиналы-выборщики на Конклаве 1829 года
| Страна                  | Количество выборщиков |
| ----------------------- | --------------------- |
| Итальянские государства | 46                    |
| Франция                 | 6                     |
| Австрийская империя     | 3                     |
| Испания                 | 2                     |
| Португалия              | 1                     |

Следующие кардиналы-выборщики участвовали в Папском Конклаве 1829 года. Приводятся по географическим регионам (не языковыми группами, обычно используемыми во Вселенской Церкви), и в алфавитном порядке (неофициальный порядок предшествования, который не уместен на процедуре Конклава). 
На момент начала Sede Vacante было пятьдесят девять кардиналов, но кардинал Джованни Франческо Мараццани Висконти, умер за шесть дней до начала Конклава. Пятьдесят из оставшихся пятидесяти восьми кардиналов участвовали в Конклаве. Кардинал Франческо Саверио Кастильони, кардинал-епископ Фраскати, великий пенитенциарий и префект Священной Конгрегации Индекса был избран на тридцать шестой баллотировке, на тридцать пятый день Конклава. Он принял имя Пия VIII, и наследовал Льву XII, который умер 10 февраля 1829 года.
В Священной Коллегии кардиналов присутствовали следующие кардиналы-выборщики, назначенные:
- 1 — папой Пием VI;
- 33 — папой Пием VII;
- 24 — папой Львом XII.

## Римская Курия
1. Джузеппе Альбани, секретарь апостольских бреве, кардинал-протодьякон, апостольский легат в Болоньи;
2. Томмазо Ареццо, кардинал-епископ Сабины, апостольский легат в Ферраре;
3. Бенедетто Барберини, кардинал-священник с титулярной церковью Санта-Мария-сопра-Минерва;
4. Томмазо Бернетти, государственный секретарь Святого Престола, префект Священной Конгрегации чрезвычайных церковных дел;
5. Франческо Бертаццоли, кардинал-епископ Палестрины;
6. Пьетро Видони младший, кардинал-дьякон с титулярной диаконией Сан-Никола-ин-Карчере;
7. Пьерфранческо Галеффи, кардинал-епископ Альбано, камерленго, архипресвитер патриаршей Ватиканской базилики, префект Священной Конгрегации фабрики святого Петра;
8. Чезаре Гуэррьери Гонзага, секретарь меморандумов;
9. Эрколе Дандини, префект Священной Конгрегации хорошего управления;
10. Эммануэле де Грегорио, префект Священной Конгрегации Собора;
11. Джачинто Плачидо Дзурла, O.S.B.Cam, генеральный викарий Рима, архипресвитер патриаршей Либерийской базилики;
12. Джорджо Дориа Памфили, префект Священной Конгрегации обрядов;
13. Мауро Каппеллари, O.S.B.Cam., префект Священной Конгрегации Пропаганды Веры;
14. Пьетро Капрано, кардинал-священник с титулярной церковью Санти-Нерео-эд-Акиллео;
15. Франческо Саверио Кастильони, кардинал-епископ Фраскати, великий пенитенциарий, префект Священной Конгрегации Индекса (был избран папой римским и выбрал имя Пий VIII);
16. Джованни Качча Пьятти, префект Верховного Трибунала Апостольской Сигнатуры милости (не участвовал в Конклаве);
17. Белизарио Кристальди, кардинал-дьякон с титулярной диаконией Санта-Мария-ин-Портико-Кампителли;
18. Винченцо Макки, апостольский легат в Равенне;
19. Хуан Франсиско Марко-и-Каталан, кардинал-дьякон с титулярной диаконией Сант-Агата-алла-Субурра;
20. Людовико Микара, O.F.M.Cap., кардинал-священник с титулярной церковью Санти-Куаттро-Коронати;
21. Иньяцио Назалли-Ратти, кардинал-священник с титулярной церковью Сант-Аньезе-фуори-ле-Мура;
22. Бенедетто Наро, префект Священной Конгрегации дисциплины монашествующих, архипресвитер патриаршей Латеранской базилики;
23. Карло Одескальки, префект Священной Конгрегации по делам епископов и монашествующих;
24. Бартоломео Пакка старший, кардинал-епископ Порто и Санта Руфина, вице-декан Коллегии кардиналов, апостольский про-датарий, секретарь Верховной Священной Конгрегации Римской и Вселенской Инквизиции;
25. Антонио Паллотта, кардинал-священник с титулярной церковью Сан-Сильвестро-ин-Капите;
26. Карло Педичини, префект Священной Конгрегации церковного иммунитета и юрисдикционных споров;
27. Томмазо Риарио Сфорца, камерленго Священной Коллегии кардиналов;
28. Агостино Риварола, префект Священной Конгрегации вод и дорог;
29. Джулио Мария делла Сомалья, кардинал-епископ Остии и Веллетри, декан Коллегии кардиналов, вице-канцлер Святой Римской Церкви, библиотекарь Святой Римской Церкви;
30. Джованни Франческо Фальцакаппа, префект Верховного Трибунала Апостольской Сигнатуры справедливости;
31. Тересио Ферреро делла Мармора, бывший епископ Салуццо (не участвовал в Конклаве);
32. Джузеппе Фиррао, кардинал-священник с титулярной церковью Сант-Эузебио;
33. Джакомо Филиппо Франсони, кардинал-священник с титулом церкви Санта-Мария-ин-Арачели;
34. Антонио Мария Фрозини, префект Священной Конгрегации индульгенций и священных реликвий.

## Европа

### Итальянские государства
1. Чезаре Бранкадоро, архиепископ Фермо (не участвовал в Конклаве);
2. Джованни Антонио Бенвенути, епископ Озимо и Чинголи;
3. Джованни Баттиста Бусси, архиепископ Беневенто;
4. Антонио Доменико Гамберини, епископ Орвьето;
5. Бонавентура Гаццола, O.F.M.Ref., епископ Монтефьясконе и Корнето;
6. Пьетро Гравина, архиепископ Палермо;
7. Джакомо Джустиниани, архиепископ-епископ Имолы;
8. Джузеппе Мороццо делла Рокка, архиепископ-епископ Новары;
9. Карло Оппиццони, архиепископ Болоньи;
10. Луиджи Руффо Шилла, архиепископ Неаполя, кардинал-протопресвитер;
11. Франческо Чезареи Леони, епископ Йези (не участвовал в Конклаве);
12. Фабрицио Шеберрас Тестаферрата, епископ Сенигаллии.

### Франция
1. Жоакен-Жан-Ксавье д’Изоар, архиепископ Оша;
2. Анн-Антуан-Жюль де Клермон-Тоннер, архиепископ Тулузы;
3. Гюстав-Максимильен-Жюст де Крой, архиепископ Руана
4. Жан-Батист-Мари-Анн-Антуан де Латиль, архиепископ Реймса;
5. Анн-Луи-Анри де Ла Фар, архиепископ Санса;
6. Жозеф Феш, архиепископ Лиона.

### Австрийская империя
1. Карл Каэтан фон Гайсрук, архиепископ Милана;
2. Рудольф Иоганн Иосиф Райнер фон Габсбург-Лотарингский, эрцгерцог Австрийский, королевский принц Венгрии и Богемии, архиепископ Оломоуца (не участвовал в Конклаве);
3. Шандор Руднаи, архиепископ Эстергома (не участвовал в Конклаве).

### Испания
1. Педро де Ингуансо-и-Риверо, архиепископ Толедо (не участвовал в Конклаве);
2. Франсиско Хавьер де Сьенфуэгос-и-Ховельянос, архиепископ Севильи (не участвовал в Конклаве).

### Португалия
1. Патрисиу да Силва, O.E.S.A., патриарх Лиссабона (не участвовал в Конклаве).